# Impero Tu'i Tonga

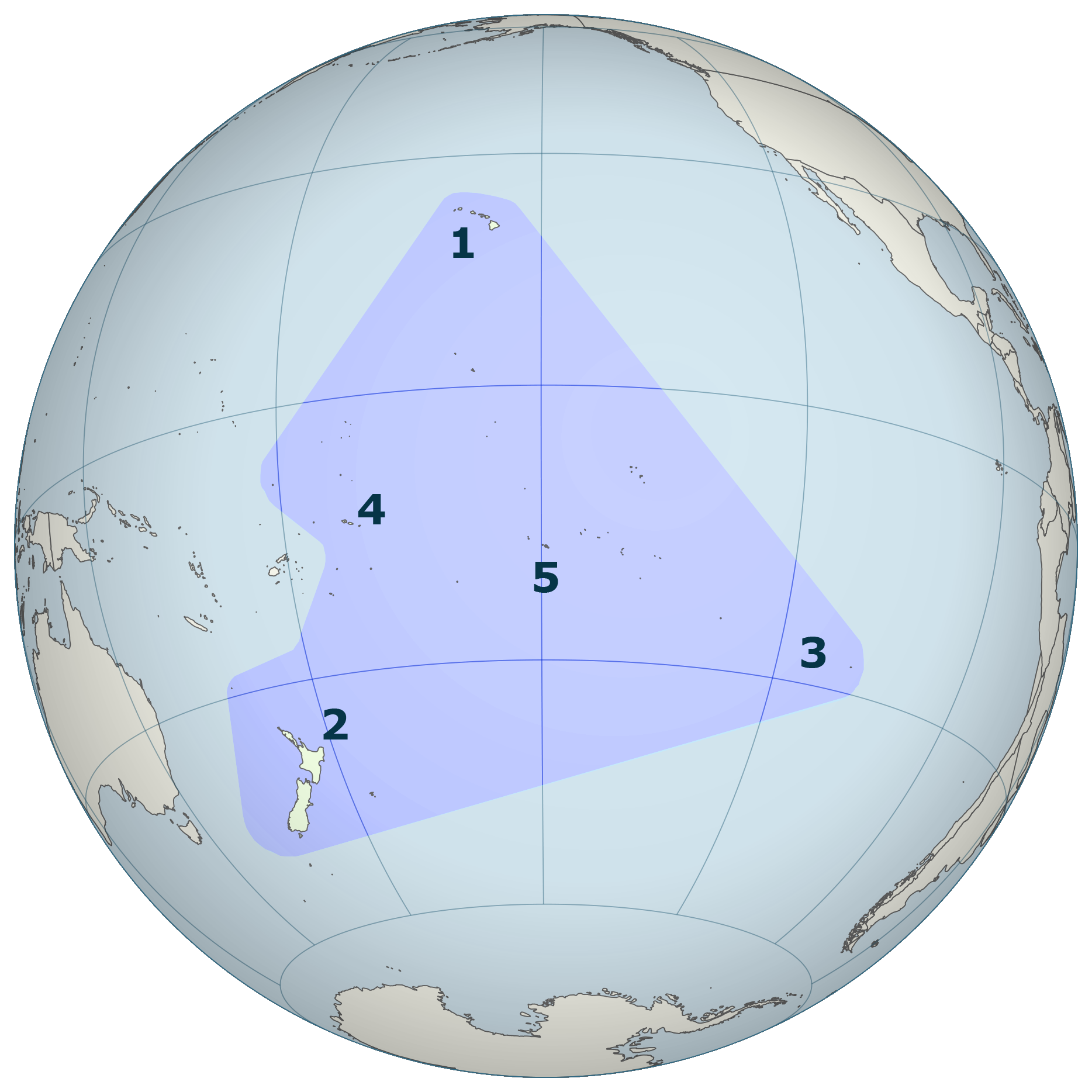
Mappa della Polinesia

L'impero Tuʻi Tonga fu un impero dell'Oceania basato a Tonga sull'isola di Tongatapu con capitale Muʻa. Al suo apogeo l'impero si estendeva da Niue a Tikopia ed aveva una sfera di influenza ancora maggiore.
L'impero Tuʻi Tonga iniziò a formarsi nel 950 dopo il declino di Tuʻi Manuʻa a Samoa e di Tuʻi Pulotu alle Figi.

## La nascita dell'impero
Tonga fu a lungo sottoposta alla pesante influenza di Tuʻi Pulotu e specialmente di Tuʻi Manuʻa, il quale controllava una larga parte di Tonga stessa. Dopo numerose guerre particolarmente cruente, Tonga riuscì a liberarsi di ogni dominazione straniera. Si formò così una dinastia che ebbe il titolo di Tuʻi Tonga. Il primo Tuʻi Tonga fu ʻAhoʻeitu, la cui madre discendeva da un'influente famiglia di origine samoana. Suo padre, Tangaloa ʻEitumātupuʻa, fu un capo religioso samoano. Per questo motivo, la dinastia fu sempre riconosciuta come incarnazione sia di un potere di carattere secolare che spirituale. Somiglianze di questo genere si possono riconoscere nel ruolo impersonato dai faraoni egiziani. La città eletta a capitale fu inizialmente Toloa, ma fu successivamente trasferita a Heketa sotto l'impero del IX Tuʻi Tonga.

## L'espansione (1200-1500)
Sotto il regno del 10° Tu'i Tonga, Re Momo e di suo figlio Tu'itâtui (11° Tu'i Tonga) l'impero si espanse fino a includere tutta Figi e parte di Samoa. L'impero continuò a espandersi fino a includere tutta la parte Ovest e centrale della Polinesia, parte della Melanesia e la Micronesia. L'impero si espanse fino a raggiungere le dimensioni di più di tre milioni di chilometri quadrati. Molte aree che non erano sotto il diretto controllo dell'impero furono costrette a pagare tributi. La capitale fu spostata sotto il figlio di Tu'itâtui alla più conosciuta e prospera capitale della storia dell'impero, Mu'a.

### La marina imperiale
Il successo dell'impero è in larga misura attribuibile alla sua marina militare. Le navi di tipo più comune, canoe per lunghe distanze solitamente dotate di vele quadrate, potevano trasportare fino a 100 uomini. Le navi più notevoli furono la Tongafuesia, la 'âkiheuho, la Lomipeau e la Taka'ipômana. La potente marina consentì a Tonga di arricchirsi, favorendo intensi scambi commerciali e assicurando un massiccio flusso di tributi alla Tesoreria Reale.

### Spade di denti di squalo
Nei domini dell'impero Tu'i Tonga come in gran parte dell'oceano Pacifico non esistevano giacimenti di ferro o bronzo, per questo motivo i tongani dovettero ingegnarsi nel fabbricare armi efficaci. Nel costruire le spade allora utilizzarono l'oggetto più affilato che conoscevano, i denti di squalo. I denti venivano fissati su un bastone con corde fatte di fibre vegetali in modo da ottenere delle lame seghettate che potevano causare gravissime ferite.

## Dinastia trilineare

### Declino dei Tu'i Tonga e due nuove dinastie
Il declino dei Tu'i Tonga iniziò per le numerose guerre e per la pressione interna. In risposta furono creati i falefâ come consiglieri politici per l'impero. I falefâ ottennero inizialmente successi nel mantenere in carica la dinastia, ma le pressioni continuarono portando all'assassinio di numerosi capi. I più notevoli furono Havea I, diciannovesimo Tu'i Tonga, Havea II ventiduesimo Tu'i Tonga, e Takalau, ventitreesimo tu'i Tonga, che rimasero noti per il loro governo dispotico. L'assassinio di Takalau intorno al 1740 portò a una ristrutturazione dell'impero. I Tu'i Tonga furono relegati a ruoli puramente religiosi mentre la guida politica fu assunta da una nuova dinastia, i Tu'i Ha'atakalau. Il primo regnante con quel titolo fu Mo'ungâmotu'a, il figlio maggiore di Takalau e dal fratello minore di Ka'ulufonua I, che divenne il titolare successivo del titolo di Tu'i Tonga. Questo sistema ebbe successo per più di un secolo, ma analogamente alla dinastia Tu'i Tonga, la nuova dinastia ricadde sotto la crescente pressione interna ed esterna che portò alla terza linea dinastica, Tu'i Kanokupolu. Durante questo periodo e i seguenti, l'impero divenne più centralizzato e nel prosieguo perse molta della sua influenza. Nel 1600 l'impero fu espulso da Samoa dalla famiglia Malietoa.

### L'ascesa dei Tu'i Kanokupolu
L'istituzione della dinastia verso il 1610 avvenne sotto Ngata, che era il figlio del sesto Tu'i Ha'atakalaua.  Neanche questa nuova dinastia ha sostituito quelle precedenti, bensì infatti ha lottato con il Tu'i Ha'atakalaua per il controllo secolare.  Il Tu'i Kanokupolu è stato influenzato dalla politica di Samoa perché la madre del monarca era la figlia di Ama, un capo importante di Samoa.  Il risultato fu un sistema più dialettico, che ha segnato l'inizio del processo di democratizzazione.

## La guerra civile e la costituzione del 1875
Nel 1799 il quattordicesimo Tu'i Kanokupolu, Tuku'aho venne assassinato, causando in Tonga una guerra interna che è durata per cinquanta anni. Taufa'âhau, diciannovesimo Tu'i Kanokupolu, ne è uscito vincitore nel 1845. Ha avuto il supporto della gente comune, a causa dell'introduzione delle leggi codificate.  Innanzitutto il codice di Vava'u nel 1839.  Il promulgare delle leggi è stato usato da lui per fare diminuire l'autorità religiosa del Tu'i Tonga e per fare diminuire l'autorità dei capi potenti di Kanokupolu.  Ha unito il regno e nel 1875 ha stabilito un costituzione che ha assicurato il suo controllo del paese.
Dal 1875 sul trono Tongano si sono successi quattro tra re e regine:
- George Tupou I  (1875-1893)
- George Tupou II (1893-1918)
- Salote Tupou III (1918-1965)
- Taufa' Ahau Tupou IV (1965-2006)
- George Tupou V (2006-2012)
- Tupou VI (2012-attuale)

## Cultura
La capitale dell'impero Mu'a fu fondata prima del 500 a.C. (l'anno di fondazione preciso è sconosciuto).
Le conoscenze circa la civiltà di Tonga sono scarse, ma appare evidente che fossero grado di costruire un sofisticato sistema di canali e strade, così come piramidi e altre costruzioni in pietra di grandi dimensioni. 
In epoca più tarda, a causa delle inondazioni e dell'accresciuto livello delle acque, sembra che la capitale sia stata spostata nel sito di Nukuʻalofa. Tra i monumenti più famosi vi è il Ha'amonga 'A Maui, edificato sotto Tu'itatui nel XIII secolo. I re e le regine di Tonga venivano seppelliti sotto grandi tumuli di pietra chiamati Langi.